# Margaret Rutherford
Dame Margaret Rutherford (Londra, 11 maggio 1892 – Chalfont St. Peter, 22 maggio 1972) è stata un'attrice britannica.
Vinse il premio Oscar alla miglior attrice non protagonista nel 1964 per International Hotel. È nota soprattutto per aver interpretato sullo schermo Miss Marple, il personaggio nato dalla penna di Agatha Christie.

## Biografia
Nata in un sobborgo a sud di Londra, Margaret Taylor Rutherford era l'unica figlia di William Rutherford Benn e della sua seconda moglie Florence Nicholson. Prima della sua nascita, il padre aveva sofferto di gravi problemi mentali che lo avevano condotto ad uccidere suo padre, un reverendo, motivo per cui venne internato per diversi anni in un manicomio criminale.
La piccola Margaret venne portata in India, ma fece ritorno in Gran Bretagna all'età di tre anni, per vivere con la zia, Bessie Nicholson, dopo che sua madre era morta suicida. Educata alla Wimbledon High School e al RADA, fece il suo debutto teatrale all'Old Vic nel 1925, dopo essersi dedicata all'insegnamento di dizione.
La Rutherford sfruttò la sua caratteristica fisicità e il suo spirito arguto e garrulo per affermarsi come attrice brillante, in commedie come L'importanza di chiamarsi Ernesto di Oscar Wilde, messa in scena al Globe Theatre nel 1939, e Spirito allegro di Noël Coward (nel ruolo della maldestra veggente, Madame Arcati), diretta dallo stesso autore nel 1941 al Piccadilly Theatre di Londra.
«Non avrei mai pensato di recitare per far ridere. Non pensavo che la platea mi ritenesse così divertente», avrebbe scritto nella propria autobiografia, pubblicata postuma nel 1972.
Pur essendo stata impiegata nel cinema sin dal 1936, divenne popolare sul grande schermo in tarda età, nei primi anni sessanta, quando interpretò il personaggio di Miss Marple in quattro film di produzione britannica ispirati ai gialli di Agatha Christie, e tutti diretti da George Pollock: Assassinio sul treno (1961), tratto da Istantanea di un delitto, Assassinio al galoppatoio (1963), tratto da Dopo le esequie (romanzo in cui il protagonista è Hercule Poirot), Assassinio sul palcoscenico (1964), tratto da Fermate il boia (romanzo in cui il protagonista è Hercule Poirot) e Assassinio a bordo (1964), tratto da un soggetto originale.
La sua interpretazione energica e spiritosa di Miss Marple ottenne un grande successo e le rinnovò l'affetto del pubblico anche a livello internazionale. In quel periodo vinse il premio Oscar alla miglior attrice non protagonista e il Golden Globe per la sua partecipazione al film International Hotel (1963) di Anthony Asquith, nel ruolo di una duchessa smemorata, al fianco dei protagonisti Elizabeth Taylor e Richard Burton. In seguito recitò nelle pellicole Falstaff (1966) di Orson Welles e La contessa di Hong Kong (1967) di Charles Chaplin. Il suo ultimo film, girato in Italia, fu Arabella (1967) di Mauro Bolognini, ove interpretava la nonna di Virna Lisi.
Venne nominata Ufficiale dell'Ordine dell'Impero Britannico (OBE) nel 1961 ed elevata al grado di Dama di Commenda (DBE) nel 1967.

## Vita privata
Nel 1945 sposò il collega Stringer Davis che, oltre a prendere parte alla celebre serie dei film con Miss Marple nei primi anni sessanta e, benché non accreditato, al film Arabella (1967), le rimase sempre accanto sostenendola soprattutto nei suoi periodi di depressione. Negli ultimi anni l'attrice fu afflitta dalla malattia di Alzheimer. Morì nel 1972 ad 80 anni di età, nella sua casa, nella contea di Buckinghamshire.

## Filmografia

### Cinema
- Troubled Waters, regia di Albert Parker (1936) (non accreditata)
- Dusty Ermine, regia di Bernard Vorhaus (1936)
- La voce del diavolo (Talk of the Devil), regia di Carol Reed (1936)
- Beauty and the Barge, regia di Henry Edwards (1937)
- Big Fella, regia di J. Elder Wills (1937) (non accreditata)
- Catch As Catch Can, regia di Roy Kellino (1937)
- Missing, Believed Married, regia di John Paddy Carstairs (1937)
- Have You Brought Your Music? (1938) - film tv
- Spring Meeting, regia di John Gielgud (1938) - film tv
- Quiet Wedding, regia di Anthony Asquith (1941)
- Spring Meeting, regia di Walter C. Mycroft e Norman Lee (1941)
- Yellow Canary, regia di Herbert Wilcox (1943)
- Nuovo orizzonte (The Demi-Paradise), regia di Anthony Asquith (1943)
- English Without Tears, regia di Harold French ([1944)
- Spirito allegro (Blithe Spirit), regia di David Lean (1945)
- The Importance of Being Earnest (1946) - film tv
- Duello all'alba (Meet Me at Dawn), regia di Peter Creswell e Thornton Freeland (1947)
- While the Sun Shines, regia di Anthony Asquith (1947)
- Miranda, regia di Ken Annakin (1948)
- Passaporto per Pimlico (Passport to Pimlico), regia di Henry Cornelius (1949)
- The Happiest Days of Your Life, regia di Frank Launder (1950)
- Quel bandito sono io (Her Favorite Husband), regia di Mario Soldati (1950)
- Stupenda conquista (The Magic Box), regia di John Boulting (1951)
- Curtain Up, regia di Ralph Smart (1952)
- L'importanza di chiamarsi Ernesto (The Importance of being Earnest), regia di Anthony Asquith (1952)
- Castle in the Air, regia di Henry Cass (1952)
- Miss Robin Hood, regia di John Guillermin (1952)
- Provinciali a Parigi (Innocents in Paris), regia di Gordon Parry (1953)
- Precipitevolissimevolmente (Trouble in Store), regia di John Paddy Carstairs (1953)
- The Runaway Bus, regia di Val Guest (1954)
- Mad About Men, regia di Ralph Thomas (1954)
- Aunt Clara, regia di Anthony Kimmins (1954)
- An Alligator Named Daisy, regia di J. Lee Thompson (1955)
- La pazza eredità (The Smallest Show on Earth), regia di Basil Dearden (1957)
- Just My Luck, regia di John Paddy Carstairs (1957)
- Nudi alla meta (I'm All Right Jack), regia di John Boulting (1959)
- The Day After Tomorrow, regia di Frank Baker (1960) - film tv
- Assassinio sul treno (Murder She Said), regia di George Pollock (1961)
- Un generale e mezzo (On the Double), regia di Melville Shavelson (1961)
- Mani sulla luna (The Mouse on the Moon), regia di Richard Lester (1963)
- International Hotel (The V.I.P.s.), regia di Anthony Asquith (1963)
- Assassinio al galoppatoio (Murder at the Gallop), regia di George Pollock (1963)
- Assassinio sul palcoscenico (Murder Most Foul), regia di George Pollock (1964)
- Assassinio a bordo (Murder Ahoy), regia di George Pollock (1964)
- The Stately Ghosts of England, regia di Tom Corbett (1965) - film tv
- Poirot e il caso Amanda (The Alphabet Murders), regia di Frank Tashlin (1965) - non accreditata
- Falstaff (Campanadas a medianoche), regia di Orson Welles (1966)
- La contessa di Hong Kong (A Countess from Hong Kong), regia di Charles Chaplin (1967)
- Arabella, regia di Mauro Bolognini (1967)
- The Wacky World of Mother Goose, regia di Jules Bass (1967) - voce

### Televisione
- Dick and the Duchess – serie TV, 1 episodio (1957)
- BBC Sunday-Night Theatre – serie TV, 2 episodi (1950-1958)
- ITV Television Playhouse – serie TV, 1 episodio (1960)
- Zero One – serie TV, 1 episodio (1962)
- ITV Play of the Week – serie TV, 1 episodio (1963)
- Jackanory – serie TV, 5 episodi (1966) (voce narrante)

## Riconoscimenti
- Premio Oscar
  - 1964 – Miglior attrice non protagonista per International Hotel

## Doppiatrici italiane
- Lola Braccini in Assassinio sul treno, International Hotel, Assassinio al galoppatoio, Assassinio sul palcoscenico, Assassinio a bordo, Poirot e il caso Amanda
- Lydia Simoneschi in Mani sulla luna, Falstaff, La contessa di Hong Kong, Arabella
- Giovanna Scotto in Quel bandito sono io, L'importanza di chiamarsi Ernesto
- Wanda Tettoni in Un generale e mezzo